# Prapohádky
Prapohádky je název knihy, kterou napsala Ljuba Štíplová a ilustrovala Marcela Walterová. Vyšla v roce 2008 v nakladatelství KNIŽNÍ KLUB.

## Děj
V pravěku žijí dva kamarádi Pazourek a Tlapička. Jsou jako obyčejné praděti, ale vymýšlejí spoustu vynálezů. Např. prahrneček, praknihu nebo prahousku.